# Sân vận động McMahon
Sân vận động McMahon (tiếng Anh: McMahon Stadium, /məkˈmæn/) là một sân vận động bóng bầu dục Canada ở Calgary, Alberta. Sân vận động thuộc sở hữu của Đại học Calgary và được Hiệp hội Sân vận động McMahon điều hành.
Sân vận động này nằm giữa trung tâm thành phố và Đại học Calgary, ở phía bắc của 16 Đại lộ NW giữa Crowchild Trail và University Drive. Sân cách ga C-Train Banff Trail một khoảng cách có thể đi bộ tới.
Đây là sân nhà của Đại học Calgary Dinos, Calgary Colts của Canadian Junior Football League, Calgary Gators và Calgary Wolfpack của Alberta Football League, và Calgary Stampeders của Canadian Football League. Những đội bóng này đã chơi tại Sân vận động Mewata từ năm 1935 đến năm 1959. Sân vận động cũng là địa điểm ngoài trời (như một sân băng) cho trận đấu Heritage Classic 2011 của National Hockey League giữa Calgary Flames và Montreal Canadaiens.
Sân vận động cũng là địa điểm tổ chức lễ khai mạc và bế mạc Thế vận hội Mùa đông 1988, được gọi là Sân vận động Olympic trong thời gian diễn ra Thế vận hội.